# داوطلبان خارجی در جنگ دوم بوئر

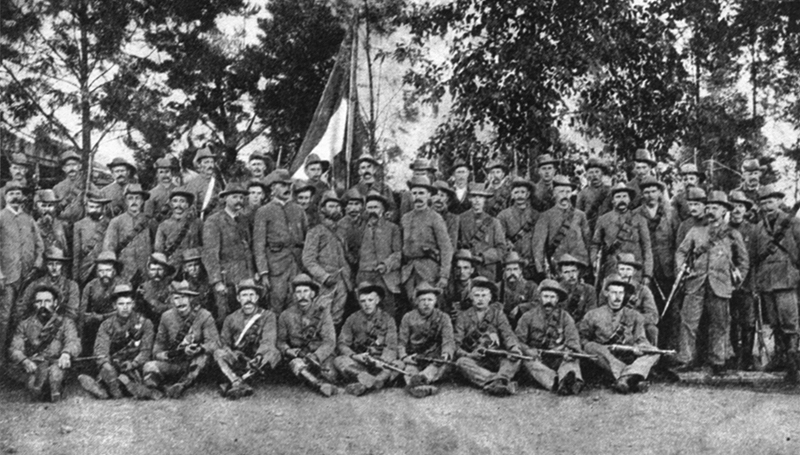
نمایی از داوطلبان خارجی اهل اسکاندیناوی در جنگ دوم بوئر - ۱۹۰۱

داوطلبان خارجی در جنگ دوم بوئر، نیروهای خارجی و داوطلبی بودند که در جریان دومین جنگ بوئر به نفع بوئرها علیه ارتش بریتانیا مبارزه می‌کردند.

## شکل گیری
در واقع هیچ دولتی رسماً به حمایت از هیچ‌یک از طرفین درگیر وارد جنگ نشد بلکه ماجراجویان، سربازان حرفه‌ای (مزدوران) و عده کمی که با توسعه طلبی و ظلم بریتانیا در سایر ممالک مخالف بودند مستقل از دولت هایشان رخت جنگ پوشیده و عازم جنوب آفریقا شدند.
این نیروها در ابتدا شکل منظمی نداشتند تا اینکه فرماندهیشان به ژنرال کوس دِلا رِی واگذار شد. وینستون چرچیل که در آن زمان یک خبرنگار جوان بود توسط واحدی از همین نیروها (لژیون ایتالیا) اسیر شد. با پایان جنگ فعالیت این بریگاد نیز پایان یافت.

## استعداد نیروها
| داوطلب | کشور                             |
| ------ | -------------------------------- |
| ۶۵۰    | هلند                             |
| ۵۵۰    | آلمان                            |
| ۴۰۰    | فرانسه                           |
| ۳۰۰    | ایالات متحده                     |
| ۲۵۰    | ایتالیا                          |
| ۲۲۵    | روسیه (گرجستان)                  |
| ۲۰۰    | ایرلند                           |
| ۱۵۰    | اسکاندیناوی (نروژ، سوئد، فنلاند) |
| -      | استرالیا                         |
| ۱۰۰    | لهستان                           |
| ۲۸۲۵   | مجموع                            |